# Charlotte Eisler

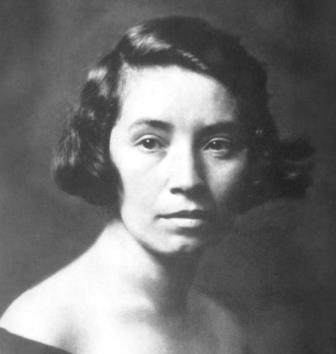
Charlotte Eisler (vor 1939)

Charlotte Eisler, auch Lotte, (geborene als Charlotte Demant 2. Januar 1894 in Tarnopol, Österreich-Ungarn; gestorben 21. August 1970 in Wien) war eine österreichische Sängerin und Gesangslehrerin. In ihrer Zeit war sie eine Spezialistin für die Vokalwerke der Zweiten Wiener Schule. Sie war von 1920 bis 1935 mit dem Komponisten Hanns Eisler verheiratet.

## Leben
Charlotte Demants Vater war Gerichtsbeamter. Sie wuchs als zweitjüngstes Kind mit sechs weiteren Geschwistern und Mutter und Vater auf. Ende des 19. Jh. übersiedelte die Familie von Tarnopol nach Czernowitz, wo sie das Lyzeum mit Matura abschloss und ein Musikstudium begann. Bei der russischen Eroberung der Stadt Czernowitz im Jahre 1914 floh die Familie nach Wien. Demant studierte dort weiter Musik. Um dies zu finanzieren, nahm sie eine Arbeit in der Creditanstalt-Bankverein an. Sie studierte Gesang bei der Hofopernsängerin Laura Hilgermann und später bei dem damals bekannten Sänger Daniel Andersen, Musiktheorie bei Anton von Webern und Klavier bei Eduard Steuermann. In diesem Kreis um Arnold Schönberg lernte sie Hanns Eisler kennen. Am 31. August 1920 heirateten beide. Sie gab Konzerte in Wien, wobei sie sich neben dem klassischen Liedrepertoire vor allem dem Vokalschaffen der Wiener Schule widmete. 1926 folgte Charlotte Eisler ihrem Ehemann kurzzeitig nach Berlin. 1927 fuhr sie schwanger zurück nach Wien, um die erkrankte Mutter von Hanns Eisler zu pflegen. Am 20. April 1928 wurde ihr gemeinsamer Sohn und spätere Maler Georg Eisler geboren.

### Politische Tätigkeit
Eisler war in Wien politisch tätig und gehörte ab 1925 der KPÖ an, die im Mai 1933 verboten wurde. Nach dem Februar 1934 schleuste sie verwundete Schutzbündler über die Grenze nach Pressburg. In ihrer Wohnung beherbergte sie zwei führende Funktionäre der illegalen jugoslawischen Kommunistischen Partei. 1935 wurde die Ehe mit Hanns Eisler geschieden, weil sie den Umständen der Zeit nicht standhielt. Freundschaftlicher Kontakt hielt sich vor allem noch mit dem Schönbergschüler Erwin Ratz und seiner Familie.

### Emigration
1936 ging Eisler gemeinsam mit ihrem damals achtjährigen Sohn zunächst nach Moskau. Sie folgte einem Ruf an den staatlichen Musikverlag (MUSGIS), wo sie an der Herausgabe des Vokalwerkes von Gustav Mahler arbeitete. Auf Wunsch des Komponisten Sergej Prokofjew redigierte sie dessen Lieder, die zu der Zeit erscheinen sollten. Außerdem trat sie als Sängerin in Konzerten auf. Kontakt hatte sie in Moskau mit vielen Künstlern und Wissenschaftlern, beispielsweise mit dem Schauspieler Ernst Busch.
Anfang 1938 wurde die Aufenthaltserlaubnis für Eisler und ihren Sohn nicht verlängert, daher mussten sie die UdSSR rasch verlassen. Sie wollten zurück nach Wien. In Prag mussten sie ihre Heimreise allerdings wegen der Annexion Österreichs durch das Deutsche Reich abbrechen und blieben dort etwa ein Jahr. In dieser Zeit versuchte Eisler eine Ausreisemöglichkeit in ein weniger gefährdetes Land zu finden. Nach dem Münchener Abkommen (30. September 1938) engagierte sich Eisler für Antinazis, die aus den Sudetengebieten nach Prag flüchteten. Mit Hilfe der Quäker konnte Charlotte mit ihrem Sohn im März 1939 nach England flüchten.
In England konnte sich Eisler wieder ihrer musikalischen Tätigkeit widmen, besonders ab August 1939 in Manchester. Außerdem gab sie Liederabende in ganz England, unter anderem mit Erstaufführungen von Werken der Zweiten Wiener Schule, so etwa von Hanns Eisler. Als Pianistin war sie besonders als Kammermusikerin tätig, vor allem mit dem Cellisten Friedrich Buxbaum (ehemals Wiener Philharmoniker). Außerdem leitete sie einen Frauenchor und gab Gesangsunterricht.

### Rückkehr
Im September 1946 kehrte Eisler mit ihrem Sohn nach Wien zurück und hielt sich mit Konzerten (unter anderem am 12. Dezember 1946 mit französischen Liedern in der RAVAG) über Wasser. Neben ihrer fachlichen Kompetenz war auch ihre schwierige wirtschaftliche Lage ein Grund, weswegen sie ab dem 29. September 1947 eine Professur für Gesang (Stimmbildung) am Konservatorium der Stadt Wien erhielt, allerdings aus Mangel an Bedarf nicht an der Hauptanstalt, sondern an einer Zweiganstalt (Musikschule Kagran). Während dieser Zeit machten ihr immer wieder gesundheitliche Probleme mit den Bronchien zu schaffen. Die Stelle am Konservatorium wurde per 30. Juni 1952 gekündigt. Sie war in weiterer Folge arbeitslos und krankheitsbedingt nicht arbeitsfähig. Charlotte Eisler starb am 21. August 1970 in Wien.